# Limba germană austriacă
Limba germană austriacă (germană Österreichisches Hochdeutsch) este o varietate națională standard a limbii germane vorbită în Austria și în regiunea Tirolul de Sud. Forma standard a limbii germane austriece, pentru textele oficiale, este definită de dicționarul austriac (Österreichisches Wörterbuch), publicat sub autoritatea Ministerului Educației, Artelor și Culturii. Aparține de germana de sus (i.e. Oberdeutsch) care este un dialect al limbii germane.

## Vocabular
Există mai mulți termeni oficiali în germana austriacă care nu se folosesc în majoritatea Germaniei. De exemplu, se folosește Jänner (ianuarie) mai des decât Januar, heuer (acest an) mai des decât dieses Jahr, Kasten (dulap de haine) în loc de Schrank, Sessel (scaun) în loc de Stuhl, Stiege (scări) în loc de Treppe, etc.
Austriecii spun, de obicei, „Grüß Gott!” (cu sensul de „Fie ca Domnu' să te binecuvânteze!”), în loc de germanul „Guten Tag!” („Bună ziua!”).